# فالح حسون الدراجي
فالح حسون الدراجي من شعراء محافظة العمارة في العراق.
بدأ كلاعب في نادي الزوراء في الخط الثاني...ثم أعتزل الرياضة متوجها إلى الشعر. دام حسين
يعتبره البعض من شعراء الصف الأول. ي
يصفه البعض انه شاعر انتهازي لكونه استفاد كثيرا من تكريمات النظام العراقي السابق ومجد الرئيس الراحل صدام حسين
شاعر أثار الكثير من الضجة بسبب اختلاف مواقفه.
ساند نظام صدام حسين أثناء الحرب العراقية الإيرانية. وكتب الكثير من القصائد والأغاني عن ذلك.
سافر إلى الأردن وانضم إلى ركب المعارضة وعاد عام 2003.
واجه الكثير من النقد ورد عليه.. وكان أكثر ما اثار حوله النقد مقاله الموسوم (كلنا أبو درع).
بعد عشرين عامًا على غيابه عن العراق عاد وعمل محرراً للصفحة الأخيرة في جريدة العراق ثم غادر العراق فجأة متوجها إلى الولايات المتحدة وسكن مدينة (سانتياغو) ومن هناك قدم برنامجه الاذاعي المميز (مواويل وشعر) عبر اثير راديو العراق الحر.